# Silene cirtensis
Silene cirtensis är en nejlikväxtart som beskrevs av Auguste Nicolas Pomel. Silene cirtensis ingår i släktet glimmar, och familjen nejlikväxter. Inga underarter finns listade i Catalogue of Life.